# 朴敏雨
朴敏雨（1988年3月22日—），韓國男演員，名字常被音譯為朴珉宇。2016年9月26日以社會服務要員（公益兵）身份入伍，服役23個月，預計2018年9月退伍。於2018年3月發生車禍，頭部嚴重受創，演藝生涯終止。

## 影视作品

### 電視劇
- 2011年：MBC《我的公主》
- 2011年：tvN《花美男拉麵店》飾 金保羅
- 2012年：KBS《需要仙女》飾 車國民
- 2013年：tvN《Play Guide》飾 朴珉宇
- 2013年：OCN《The Virus》飾 奉善東
- 2013年：MBC《醜聞：極具衝擊性與不道德的事件》飾 蝙蝠俠
- 2013年：JTBC《我們能相愛嗎》飾 崔允錫
- 2014年：tvN《花樣爺爺搜查隊》飾 青年韓元彬（客串）
- 2014年：SBS《現代農夫》飾 姜赫
- 2015年：《藍色羅曼史》飾 敏雨
- 2016年：SBS《回來吧大叔》飾 侑赫
- 2016年：MBC《家和萬事成》飾 李康民

### 電影
- 2016年：《那天的氛圍》
- 2017年：《Will this Love be Reached》

### MV
- 2014年：K.Will《今天起1天》（與昭宥）

### 網路劇
- 2015年6月22日〔RomanceBlue‬〕主演
- 2015年：NAVER tvcast／KBS1《戀愛偵探夏洛克K （页面存档备份，存于）》飾演 都敏雨

## 綜藝節目
- 2014年：SBS《星期天真好－Roommate》

## 腳註
1. ↑  박민우│사랑의 종착역 순정마초
2. ↑  吳孟庭. . ETtoday星光雲. 2021-07-13  [2021-07-13]. （原始内容存档于2021-07-16）.

## 外部連結
- 朴敏雨的X（前Twitter）
- 朴敏雨的Facebook專頁
- 朴敏雨的新浪微博
- 朴敏雨的Instagram帳戶